# Дж. Б. Ленойр
J.B. Lenoir (5 марта 1929 г. — 29 апреля 1967 г.) — американский блюзовый гитарист и автор песен, один из известных исполнителей чикагского блюза в 1950-х и 1960-х годах.
Его фамилия является французской, иногда произносится как L’n WAHR, но он произносил её как La NOR. Его имя было J.B.; буквы не являются инициалами.

## Жизнь и карьера
Он родился в Монтиселло, Миссисипи. Отец музыканта играл на гитаре и познакомил его с музыкой Слепого Лимона Джефферсона, которая стала основным источником влияния. В начале 40-х годов J.B. работал с блюзменами Сонни Бой Уильямсоном II и Элмором Джеймсом в Новом Орлеане. Позже на него оказали влияние Артур Крудуп и Лайтнинг Хопкинс.
В 1949 году он переехал в Чикаго, где Биг Билл Брунзи помог познакомить его с блюзовой компанией. Он начал выступать в местных ночных клубах с такими музыкантами, как Мемфис Минни, Большой Масео Мерривезер и Мадди Уотерс. Он стал важной частью блюзовой сцены города. Он начал записываться в 1951 году для J.O.B. Records и Chess Records. Его песня Korea Blues была лицензирована и выпущена лейблом Chess, как J.B. and his Bayou Boys. В его группу входили пианист Санниленд Слим, гитарист Лерой Фостер и барабанщик Альфред Уоллес.
В течение 1950-х блюзмен записывался для различных звукозаписывающих компаний в Чикаго, включая J.O.B., Chess, Parrot и Checker. Его самыми успешными песнями были Let’s Roll, The Mojo (с участием саксофониста J.T. Brown) и скандальная Eisenhower Blues, которую Parrot Records заставили его перезаписать как Tax Paying Blues.
J.B. был известен в 1950-х годах своим мастерством и высоким вокалом. Он стал влиятельным электрогитаристом и автором песен, его склонность к социальным проблемам отличала его от многих других блюзменов того времени. Его самым коммерчески успешным и устойчивым релизом был Mamma Talk to Your Daughter, записанный на Parrot в 1954 году, который достиг 11-го места в чарте Billboard R&B и позже был записан многими другими блюзменами и рок-музыкантами. В конце 1950-х, записываясь на Checker, он написал ещё несколько блюзовых стандартов, включая Don’t Dog Your Woman и Don’t Touch My Head!!!.
Материал музыканта имел часто политическое содержание, касающееся расизма и войн в Корее и во Вьетнаме .
25 июня 2019 года журнал The New York Times назвал J.B. Lenoir одного из сотен артистов, чей материал, как сообщается, был уничтожен во время пожара на студии Юниверсал

## Смерть
Он умер 29 апреля 1967 года в Урбане, Иллинойс в возрасте 38 лет от внутреннего кровотечения, связанного с травмами, которые он получил в автокатастрофе за три недели до этого и которые не были должным образом обработаны в больнице в Иллинойсе.

## Память
Его смерть оплакивалась Джоном Мэйоллом в песнях I’m Gonna Fight for You, J.B и Death of J. B. Lenoir.
В документальном фильме 2003 года Душа человека, снятом Вимом Вендерсом в качестве второй части сериала Мартина Скорсезе Блюз, рассказывалось о карьере музыканта, а также о карьере Скипа Джеймса и Слепого Вилли Джонсона.
В 2011 году Lenoir был введен в Зал Славы Блюза.

## Дискография
- Alabama Blues: Rare and Intimate Recordings
- «Chess Masters» (Chess double LP, 1984)
- «The Parrot Sessions, 1954-55» (Relic LP, 1989)